# (13533) Junili
(13533) Junili (1991 RJ11) – planetoida z pasa głównego asteroid okrążająca Słońce w ciągu 5,54 lat w średniej odległości 3,13 j.a. Odkryta 4 września 1991 roku.